# Harmonikus sor
A matematikában harmonikus sornak nevezzük a {\displaystyle \sum _{n=1}^{\infty }{\frac {1}{n}}} divergens sort.

## Jelentősége
Az elnevezésnek az a forrása, hogy egy h hullámhosszú hang felhangjának a hullámhosszai h/n (n=2,3,...). A
{\displaystyle \sum _{n=1}^{\infty }\left(h/n\right)}
sor tehát tartalmazza a hangot az összes felhangjával együtt. Mivel a felhangokat több nyugati nyelven harmonikusoknak is nevezik, így a sor harmonikus.
Konkrétan h/2,h/3,...,h/8 rendre az oktáv, az oktáv és kvint, a második oktáv, a két oktáv és nagy terc, a két oktáv és kvint, a két oktáv és szeptim, valamint a harmadik oktáv hullámhosszai.

## A divergencia bizonyítása
Ha a sor n-edik részletösszege sn, akkor
{\displaystyle s_{2n}-s_{n}=\left(1+{\frac {1}{2}}+...+{\frac {1}{2n}}\right)-\left(1+{\frac {1}{2}}+...+{\frac {1}{n}}\right)=\left({\frac {1}{n+1}}+...+{\frac {1}{2n}}\right)\geq {n}\cdot {\frac {1}{2n}}={\frac {1}{2}}}
minden n-re. Tegyük fel, hogy a sor konvergens és az összege A. Ekkor {\displaystyle n\rightarrow \infty } esetén {\displaystyle s_{2n}-s_{n}\rightarrow A-A=0}, ami lehetetlen.

## Következmények

### Végtelen sok prímszám létezik
Mivel a harmonikus sor az összes pozitív egész szám reciprokát tartalmazza, várható, hogy a sor viselkedésének számelméleti vonatkozásai is vannak. Ez valóban így van. A harmonikus sor divergenciáját felhasználva új bizonyítást adhatunk arra, hogy végtelen sok prímszám létezik. Tegyük fel ugyanis, hogy csak véges sok prím van, és legyenek ezek {\displaystyle p_{1},...,p_{k}}. Minden i-re és N-re fennállnak az
{\displaystyle 1+{\frac {1}{p_{i}}}+...+{\frac {1}{p_{i}^{N}}}={\frac {1-p_{i}^{-\left(N+1\right)}}{1-{\frac {1}{p_{i}}}}}<{\frac {1}{1-{\frac {1}{p_{i}}}}}}
összefüggéseket. Ezeket összeszorozva azt kapjuk, hogy
{\displaystyle \prod _{i=1}^{k}\left(1+{\frac {1}{p_{i}}}+...+{\frac {1}{p_{i}^{N}}}\right)<\prod _{i=1}^{k}{\frac {1}{1-{\frac {1}{p_{i}}}}}}
minden N-re. Ha a bal oldalon elvégezzük a szorzást, akkor minden olyan szám reciprokát megkapjuk, amelynek a prímtényezős felbontásában minden prím kitevője legfeljebb N (hiszen az indirekt feltevés szerint nincs más prím {\displaystyle p_{1},...,p_{k}}-n kívül). Nyilvánvaló, hogy N-ig minden szám ilyen, tehát
{\displaystyle \sum _{n=1}^{N}{\frac {1}{n}}=s_{N}<\prod _{i=1}^{k}{\frac {1}{1-{\frac {1}{p_{i}}}}}}.
Ez azonban lehetetlen, hiszen
{\displaystyle s_{N}\rightarrow \infty }, ha {\displaystyle N\rightarrow \infty }.

### A prímszámok reciprokaiból alkotott sor divergens
Az előző bizonyítást felhasználva, annak jelöléseit használva bizonyíthatjuk azt is, hogy a prímszámok reciprokaiból alkotott sor is divergens. Hiszen a fentiek alapján
{\displaystyle \prod _{i=1}^{N}\left(1+{\frac {1}{p_{i}}}+...+{\frac {1}{p_{i}^{N}}}\right)<\prod _{i=1}^{N}{\frac {1}{1-{\frac {1}{p_{i}}}}}}
is fennáll minden N-re. Ha a bal oldalon elvégezzük a szorzást, akkor itt minden olyan szám reciprokát megkapjuk, amelyiknek a prímtényezős felbontásában az első N prím szerepel, és mindegyik kitevője is legfeljebb N. Nyilvánvaló, hogy N-ig minden szám ilyen, tehát
{\displaystyle \sum _{n=1}^{N}{\frac {1}{n}}=s_{N}<\prod _{i=1}^{N}{\frac {1}{1-{\frac {1}{p_{i}}}}}=\prod _{i=1}^{N}\left(1+{\frac {1}{p_{i}-1}}\right)}.
Mivel {\displaystyle 0<1+{\frac {1}{p_{i}-1}}}, vehetjük a két oldal természetes alapú logaritmusát, és becsülhetjük a jobb oldalon a tagokat {\displaystyle \ln {x}\leq x-1}-gyel:
{\displaystyle \ln \left(s_{N}\right)<\sum _{i=1}^{N}\ln \left(1+{\frac {1}{p_{i}-1}}\right)\leq \sum _{i=1}^{N}{\frac {1}{p_{i}-1}}\leq \sum _{i=1}^{N}{\frac {2}{p_{i}}}},
mivel {\displaystyle p_{i}\geq 2}, amiért is {\displaystyle p_{i}/2\leq p_{i}-1}.
Tehát ha {\displaystyle N\rightarrow \infty }, akkor {\displaystyle s_{N}\rightarrow \infty }, {\displaystyle \ln \left(s_{N}\right)\rightarrow \infty }, továbbá {\displaystyle 2\sum _{i=1}^{N}{\frac {1}{p_{i}}}\rightarrow \infty }.
Emiatt a {\displaystyle \sum _{i=1}^{\infty }{\frac {1}{p_{i}}}} sor divergens.